# Katariina Kosola
Katariina Kosola (Hämeenlinna, 24 februari 2001) is een voetbalspeelster uit Finland. Ze speelt als verdediger en middenvelder voor Malmö FF in de Damallsvenskan.

## Clubcarrière
Kosola begon met voetballen bij HJS, waar ze tot 2018 actief was als speelster. Na korte periodes bij FC Ilves en HFA-Märsky voegde ze zich bij Hämeenlinnan Härmä. Voor deze club maakte ze haar debuut in het profvoetbal. In 2020 voegde ze zich bij HJK. Kosola debuteerde voor de club uit de Finse hoofdstad Helsinki in de Kansallinen Liiga, het hoogste vrouwenvoetbalniveau van het land. Ze tekende op 21 augustus 2020 een contract bij de club. In haar periode bij HJK maakte Kosola in 41 wedstrijden 9 doelpunten en groeide ze uit tot een zeer bedrijvige vleugelspeelster. In 2022 tekende Kosola een contract bij het Zweedse Umeå IK, actief in de Damallsvenskan. Na een seizoen stapte ze over naar competitiegenoot KIF Örebro DFF, waar ze een eenjarig contract tekende. Dit contract verlengde ze, maar op 29 augustus 2023 werd ze door een onbekend bedrag overgenomen door de Zweedse topclub BK Häcken. In Göteborg tekende Kosola een driejarig contract. Met BK Häcken kwam Kosola uit in de kwalificatiereeks voor de Champions League 2023/24. In het beslissende tweeluik tegen FC Twente maakte Kosola de 2-1 in de eerste wedstrijd die in een 2-2 gelijkspel eindigde. Na een 2-1 overwinning in De Grolsch Veste, plaatsten Kosola en haar ploeggenoten zich voor de groepsfase. In deze groepsfase maakte Kosola op 23 november 2023 het tweede Zweedse doelpunt in een 2-1 overwinning op Real Madrid. In april 2024 liep ze een enkelblessure op waardoor Kosola maanden buitenspel stond.
Kosola tekende op 7 januari 2025 een driejarig contract bij het naar de Damallsvenskan gepromoveerde Malmö FF.

## Statistieken
| Seizoen | Club           | Land    | Competitie        | Wedstrijden | Doelpunten |
| ------- | -------------- | ------- | ----------------- | ----------- | ---------- |
| 2020    | HJK            | Finland | Kansallinen Liiga | 18          | 3          |
| 2021    | HJK            | Finland | Kansallinen Liiga | 23          | 6          |
| 2022    | Umeå IK        | Zweden  | Damallsvenskan    | 24          | 2          |
| 2023    | KIF Örebro DFF | Zweden  | Damallsvenskan    | 17          | 0          |
| 2023    | BK Häcken      | Zweden  | Damallsvenskan    | 9           | 1          |
| 2024    | BK Häcken      | Zweden  | Damallsvenskan    | 4           | 0          |
| 2025    | Malmö FF       | Zweden  | Damallsvenskan    | 0           | 0          |
| Totaal  | Totaal         | Totaal  | Totaal            | 95          | 12         |

Laatste update: 14 maart 2025

## Interlandcarrière
Kosola maakte haar debuut voor de Finse nationale ploeg in 2022 toen ze als speelster actief was voor Umeå IK. Ze werd net als ploeggenote Vilma Koivisto bij de selectie gehaald. Tijdens een wedstrijd tegen Slowakije in de Nations League 2023/24 maakte ze twee doelpunten. In 2023 was Kosola onderdeel van de Finse selectie die voor het eerst in de geschiedenis de Cyprus Women's Cup wist te winnen.